# Saint-Stanislas-de-Kostka
Saint-Stanislas-de-Kostka è un comune del Canada, situato nella provincia del Québec, nella regione di Montérégie.